# Agen-d'Aveyron
Agen-d'Aveyron is een gemeente in het Franse departement Aveyron (regio Occitanie). De plaats maakt deel uit van het arrondissement Rodez. Agen-d'Aveyron telde op 1 januari 2022 1.120 inwoners.

## Geografie
De oppervlakte van Agen-d'Aveyron bedroeg op 1 januari 2022 22,35 vierkante kilometer; de bevolkingsdichtheid was toen 50,1 inwoners per km².
De onderstaande kaart toont de ligging van Agen-d'Aveyron met de belangrijkste infrastructuur en aangrenzende gemeenten.

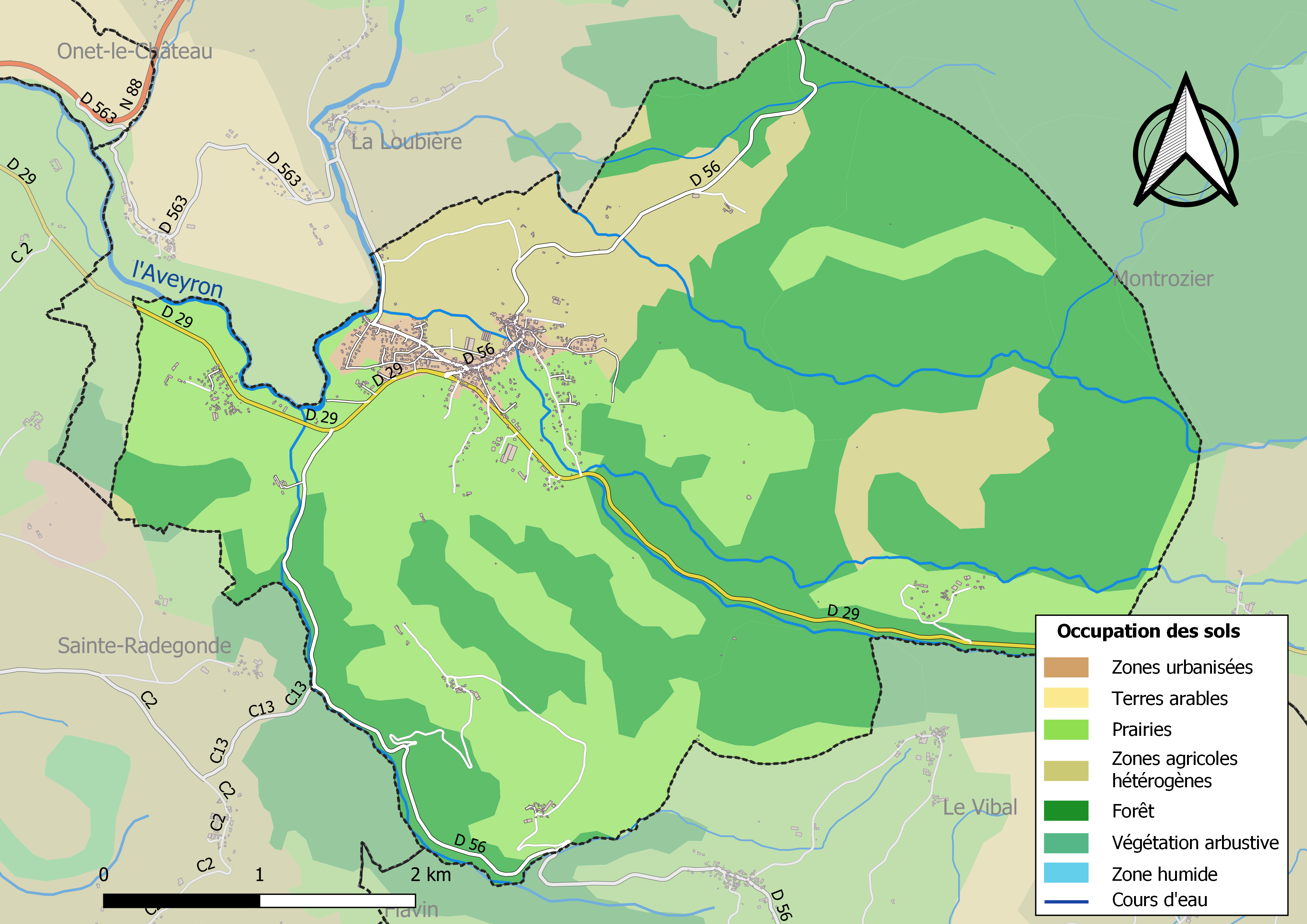

## Demografie
Onderstaande figuur toont het verloop van het inwonertal (bron: INSEE-tellingen).
Vanwege een beveiligingsprobleem met de MediaWiki Graph-software is het momenteel niet mogelijk deze grafiek weer te geven. Zodra de software is bijgewerkt zal de grafiek vanzelf weer zichtbaar worden.